# Afroheterozercon sanghae
Afroheterozercon sanghae is een mijtensoort uit de familie van de Heterozerconidae. De wetenschappelijke naam van de soort werd voor het eerst geldig gepubliceerd in 2013 door Klompen, Amin en Gerdeman.